# Aceklidin
Aceklidin (Glaukostat, Glaunorm, Glaudin) je parasimpatomimetički miotički agens koji se koristi za tretiranje glaukoma uskog ugla. On umanjuje intraokularni pritisak.

## Nepoželjna dejstva
Nepoželjna dejstva aceklidina su povećana salivacija i bradikardija (pri primeni prekomernih doza).

## Mehanizam dejstva
Aceklidin deluje kao agonist muskarinskog acetilholinskog receptora.